# Hell-Bent in the Pacific
Hell-Bent in the Pacific ist ein Jazzalbum von Vinny Golia, Marco Eneidi, Lisa Mezzacappa, und Vijay Anderson. Die wohl um 2012 im Studio New, Improved Recording in Oakland entstandenen Aufnahmen erschienen am 1. September 2012 auf NoBusiness Records.

## Hintergrund
Dieses Album stelle sowohl eine Wiedervereinigung als auch eine neue Konfiguration dar, notierte Ken Waxman: Hell-Bent in the Pacific vereint den Altsaxophonisten Marco Eneidi, der seit 2004 in Österreich lebte, mit seiner Westküsten-Rhythmusgruppe und erhielt zusätzliche Impulse durch den in Los Angeles lebenden Holzbläser Vinny Golia. Dessen vielfältige Auftritte in Kalifornien brachten ihn häufig in Kontakt mit der Bassistin Lisa Mezzacappa und dem Schlagzeuger Vijay Anderson, zwei Musikern der San Francisco Bay Area. Es war eine der letzten Aufnahmen Eneidis, der 2016 im Alter von 59 Jahren starb.

## Titelliste
- Vinny Golia, Marco Eneidi, Lisa Mezzacappa, Vijay Anderson: Hell-Bent in the Pacific (NoBusiness Records BCD49)[1]

1. Meteorites 9:20
2. Inessential Melancholies 2:55
3. Everything Imanable Can Be Dreamed 7:56
4. Deformities and Discords 1:43
5. Pendulum 4:32
6. Fumbling Fulminations 2:35
7. Prisoner of a Gaudy and Unlivable Present 7:38
8. Lop-Sided Heels and Frayed Shoes 6:59
9. Catholic Comstocking Smut-Hound 13:17

Die Kompositionen stammen von Golia / Eneidi / Mezzacappa / Anderson.

## Rezeption

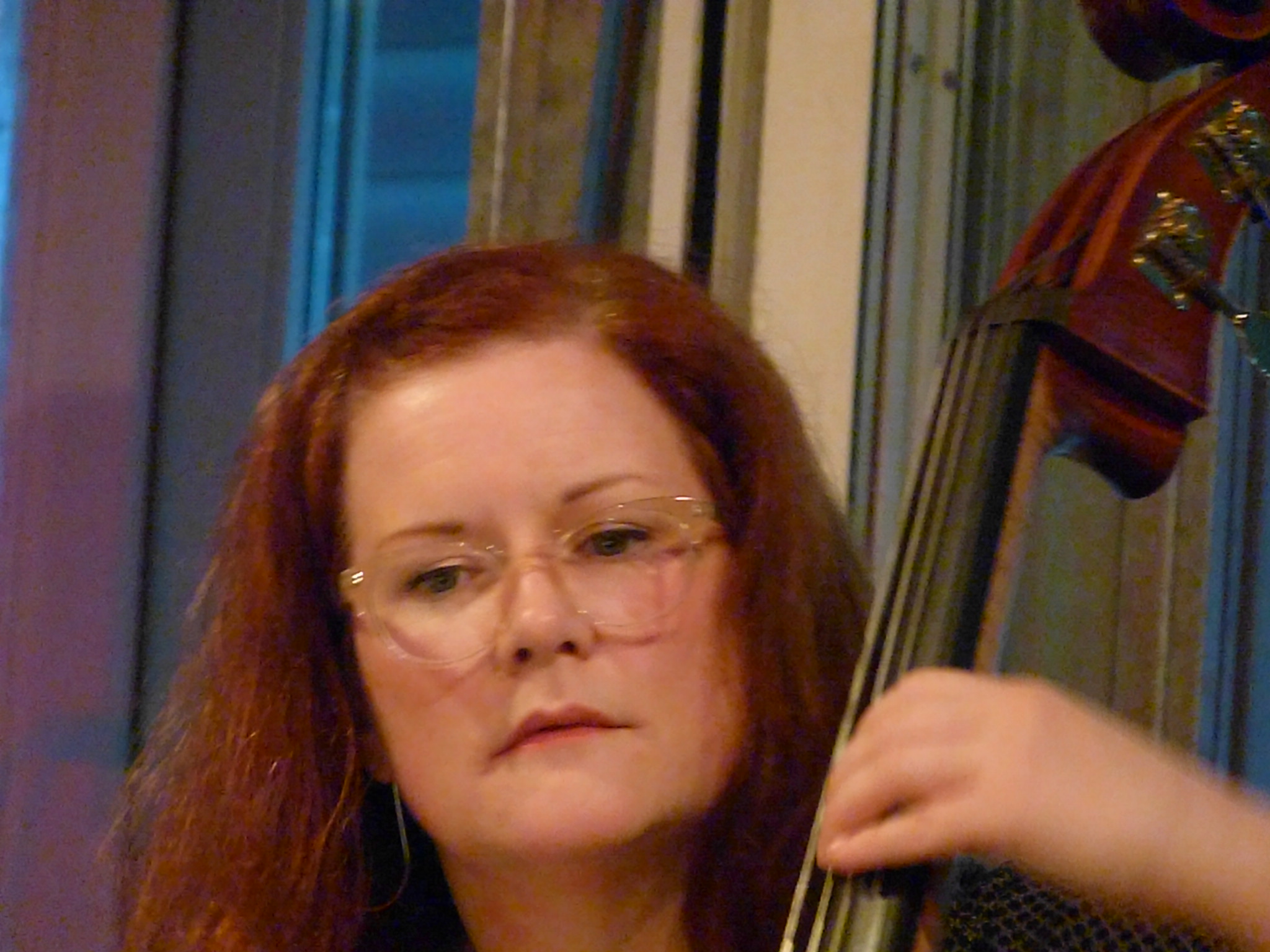
Lisa Mezzacappa 2016 im Loft (Köln).

Nach Ansicht von Ken Waxman, der das Album 2013 für JazzWord besprach, finde sich Eneidi problemlos in den Rhythmus der Bassistin und des Schlagzeugers ein. Entscheidend sei auch, dass sein Einfühlungsvermögen in Golias Spiel so groß ist, dass das Ergebnis, wenn sich Golia auf das Tenorsaxophon konzentriere, an die denkwürdige Partnerschaft erinnere, die Eneidi in den 1990er-Jahren mit dem 1998 verstorbenen Glenn Spearman pflegte. Im Gegensatz dazu würden Titel wie „Pendulum“ und „Fumbling Fulminations“ demonstrieren, wie die Schwingungen von Golias Klarinette oder Bassklarinette die herben Töne des Altsaxophonisten so aufreizen, dass sich der Output der beiden Holzbläser stets um den des anderen drehe. Mezzacappa verankere die neun Spontankompositionen mit anmutiger Kraft; Andersons Getrappel und Klapse sowie gongartige Beckentöne seien durchweg präzise und geschmackvoll. Hell-Bent in the Pacific sei ein so hochwertiges Werk, dass man hoffen kann, dass die Geografie das Quartett nicht daran hindere, wieder zusammenzukommen.